# Philipp Plein
Philipp Plein (ur. 16 lutego 1978 w Monachium) – niemiecki projektant mody.

## Życiorys
Z pochodzenia jest Albańczykiem. Jest absolwentem szkoły Schloss Salem Alma. Studiował prawo i zaczął projektować meble, założył firmę w Monachium. Obecnie jego firma znajduje się w Lugano. W 2006 twarzami jego kampanii byli Marcus Schenkenberg oraz Naomi Campbell. W latach współpracował z Chrisem Brownem, Lindsay Lohan, Edem Westwickiem, Terrym Richardsonem, Grace Jones, Iggy Azalea, Snoop Doogiem, 50 Centem. 

## Życie prywatne
Ze związku z brazylijską modelką Fernandą Rigon ma syna Romeo (ur. 2013).
W latach 2019–2024 był w związku z brytyjską modelka Lucia Bartoli (ur. 1993), z którą ma dwóch synów Rocket Halo Ocean (ur. 2022) i Rogue (ur.2023). W kwietniu 2024 roku projektant ogłosił że czwarty raz zostanie ojcem. Matką kolejnego syna jest rumuńska modelka Andreea Sasu (ur. 1990).h

## Nagrody
- 2007: Zwycięzca nagrody Gentlemen's Quarterly "Krajowa marka roku"
- 2008: Zwycięzca nagrody Nowych Twarzy w kategorii "Moda"
- 2014: Zdobywca nagrody International Fashion Brand od Esquire Middle East Man
- 2016: Nagroda Fashion Week w Monte Carlo
- 2016: Zwycięzca nagrody Gentlemen's Quarterly "Człowiek roku" w kategorii "Moda"